# Povera Liliana
Povera Liliana (Arme Violetta) è un film muto del 1921 diretto da Paul L. Stein che trasporta la vicenda della Dama delle camelie ai primi anni del Novecento.
Il ruolo di Liliana (Violetta nell'originale tedesco) fu affidato a Pola Negri: la protagonista del film non è una prostituta come lo era la "signora delle camelie", bensì una povera fioraia innamorata di uno scrittore. Anche lei, però, finirà per morire uccisa dalla tubercolosi.

## Produzione
Il film fu prodotto da Paul Davidson per la Projektions-AG Union (PAGU) di Berlino.

## Distribuzione
Distribuito dalla Universum Film (UFA), venne presentato in prima all'U.T. Kurfürstendamm di Berlino il 25 dicembre 1920. Ribattezzato Povera Liliana, in Italia il film fu distribuito dall'Union in una versione di 1.822 metri con visto di censura numero 18222 nel maggio 1923.